# Памятник Тарасу Шевченко (Киев)
Памятник Тарасу Шевченко в Киеве — памятник украинскому поэту и художнику Тарасу Шевченко в Киеве, находящийся в парке Шевченко, напротив Красного корпуса Киевского университета. Установлен в 1939 году по случаю 125-летия со дня рождения поэта. Является одним из символов современного Киева.

Композиция памятника

Стоявший на его месте памятник основателю Киевского Императорского университета св. Владимира Николаю I был демонтирован большевиками в 1920 году и переплавлен на заводе «Арсенал».

## Композиция памятника
Народный поэт изображен стоящим прямо, с слегка наклоненной вперед головой. Лицо выражает невеселые размышления («Думы мои, думы, горе мне с вами…»). Руки поэта сложены за спиной. На сгибе левой руки висит пальто или плащ.